# Hästöklovan
Hästöklovan är öar i Finland. De ligger i Finska viken och i kommunen Raseborg i landskapet Nyland, i den södra delen av landet. Öarna ligger omkring 96 kilometer väster om Helsingfors.
Arean för den av öarna koordinaterna pekar på är 0,4 hektar och dess största längd är 100 meter i nord-sydlig riktning. Närmaste större samhälle är Ekenäs, 18,7 km norr om Hästöklovan.